# جواد صبور آقچه‌کندی
جواد صبور آقچه‌کندی (زادهٔ ۱۳۴۴ در اردبیل) نمایندهٔ حوزهٔ انتخابیهٔ اردبیل، نیر و نمین در دورهٔ هشتم مجلس شورای اسلامی بوده‌است.